# M9 (Belarus)
Die M 9 ist eine Straße im Fernstraßennetz von Belarus. Sie bildet den Autobahnring um die Hauptstadt Minsk (Minskaja kalzawaja autamabilnaja daroha, MKAD).

## Verlauf
Ähnlich wie der Moskauer Autobahnring verläuft auch der Minsker Autobahnring in etwa auf der Grenze der Stadt.

## Geschichte
Die Straße wurde von 1956 bis 1963 als zweispurige Straße von 7,5 Metern Breite erbaut und 1980 etwa zur Hälfte auf vier Spuren erweitert. Mit ihren Bahnübergängen und Ampeln war sie Ende der 1990er Jahre stark überlastet. Deshalb wurde sie 2002 zur sechsspurigen kreuzungsfreien Autobahn ausgebaut. 